# Düh

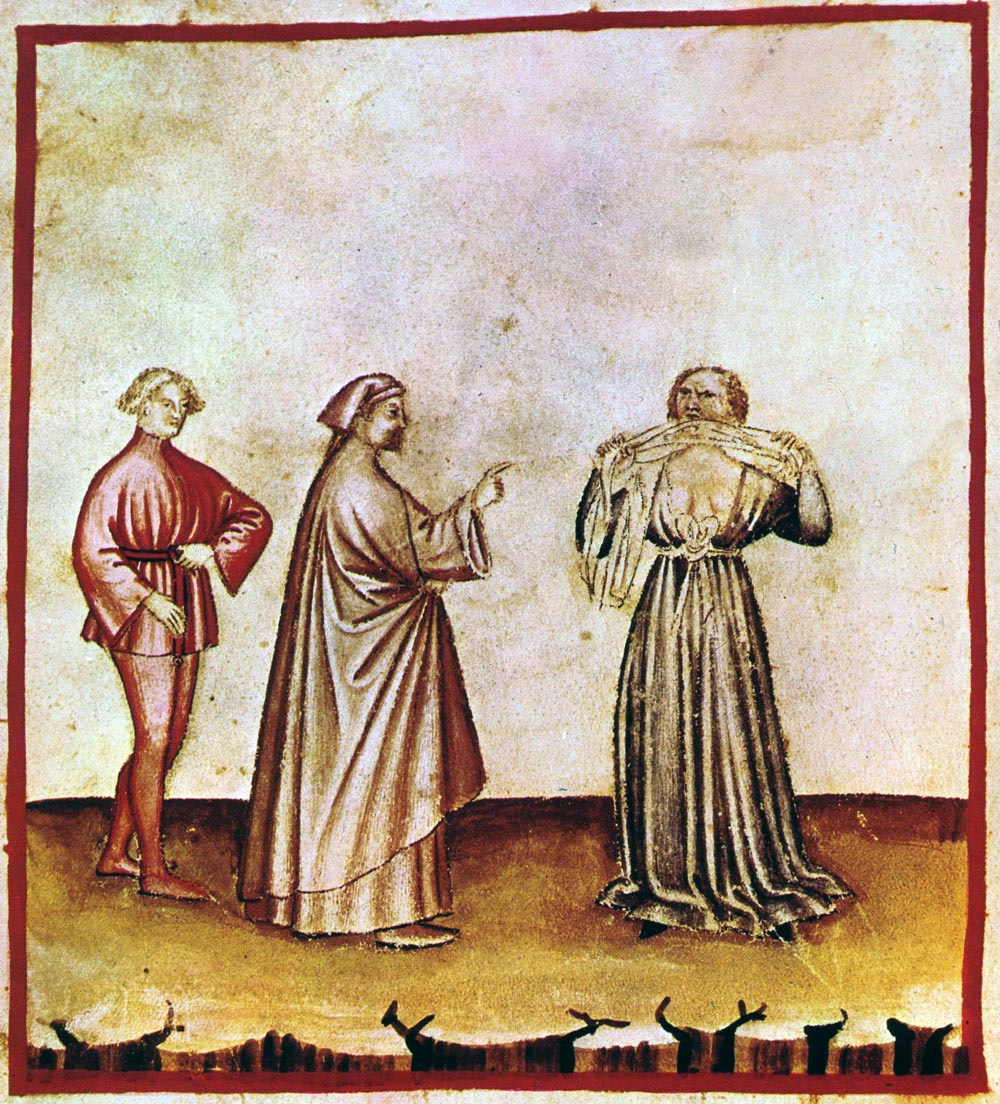
Düh, Tacuinum Sanitatis casanatensis (14. század).

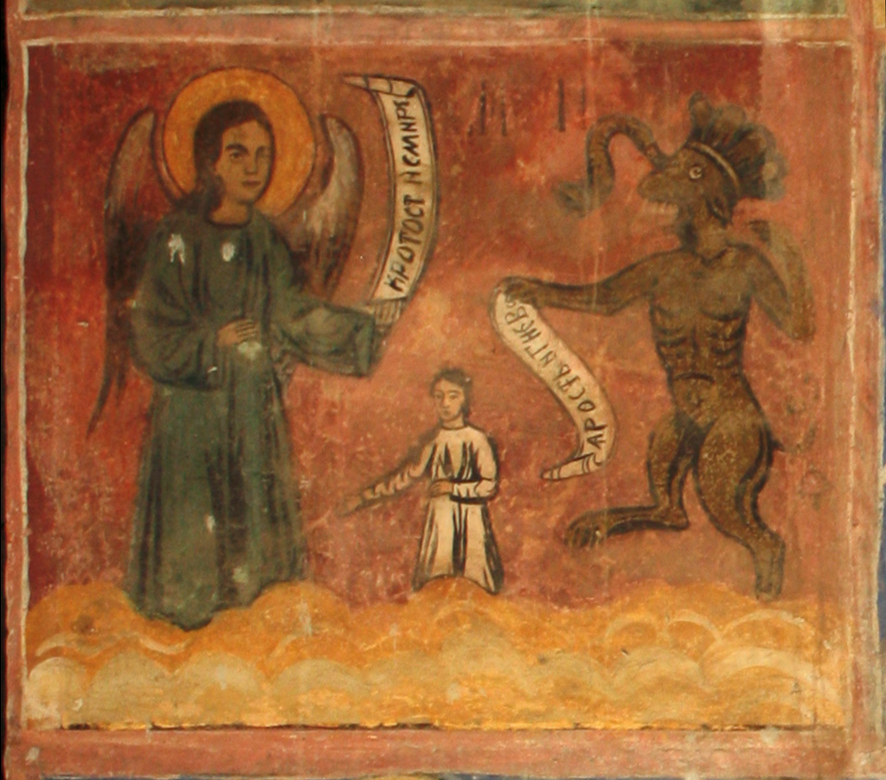
Angyal a mértékletesség és a szerénység erényével az ördög ellen, aki dühben ésharagban bűnös. Freskó 1717-ből, Szent Miklós templom Cukovetsben, Bulgáriában

A düh egy erős erőszakos állapot, amelyet növekvő harag érzése során tapasztalhat valaki. Gyakran az üss vagy szaladj válaszreakcióval társítják és gyakran egy külső inger hatására aktivizálódik, egy olyan hatás eredményeképpen ami negatívan érinti a személyt. Ha nem kezelik, a düh erőszakhoz vezethet. A depresszió és a szorongás hajlamossá tesz a dühre és modern kezelési módok vannak erre az érzelmi mintára.

## Tünetek és hatások
A düh néha olyan elmeállapothoz vezet, ahol az egyén  képes olyan dolgok elkövetésére, amely normális esetben fizikailag lehetetlennek tűnik. Akik a dührohamot megtapasztalják, általában érzik a hatását a magas adrenalinszintnek a szervezetben. Ez a növekedés az adrenalinkibocsátásban megnöveli a fizikai erőt és a kitartás szintjét a személyben, kiélesíti az érzékeit, míg közben fájdalom érzetével kell megbirkóznia. Az idő érzékelése szintén hatás alatt van: a dühös emberek lassított felvételhez hasonlóan tapasztalják az eseményeket. Erre az időérzékelő hatásra magyarázat lehet, hogy ahelyett hogy ténylegesen lelassulna az idő, a magas adrenalinszint képessé teszi az illetőt, hogy bizonyos eseményekre jobban emlékezzen. Mivel az emberi időérzékelés azon alapul, mennyi dologra tud emlékezni, a magas adrenalinszint miatt az ilyen események gyakori érzékelése miatt tűnik az idő múlása lassabbnak.
A személy akinek dührohama van elveszítheti a képességét arra, hogy racionálisan gondolkozzon és érveljen, és ennek következtében általában erőszakosan cselekszik, a benne lévő impulzus nyomán addig a pontig ameddig végül támad, hogy a dühének forrása elpusztuljon.
Az a személy, aki megéli a dührohamot, csőlátást, tompa hallást, megnövekedett szívritmust, és hiperventillációt tapasztalhat. A látásuk "elvörösödhet". Gyakran csak a dühük forrására koncentrálnak.  A magas adrenalinszint és a véráram oxigénszintje a személy végtagjainak remegését idézheti elő.
A pszichiáterek úgy tekintik, hogy a düh az egyik végén van a harag spektrumának és a bosszúság található a másik oldalon.

## Egészségügyi komplikációk
Némely kutatás azt sugallja, hogy egy egyén hajlamosabb depresszió és szorongás tapasztalására, ha gyakori dühkitörések jellemzik őt. Az egészségügyi komplikációk rosszabbodnak, ha az egyén elnyomja a dühét. Dr. John E. Sarno úgy hiszi, hogy az elnyomott düh a tudatalattiban fizikai következményekkel járhat. Szívstressz, és magas vérnyomás jelenhet meg, amikor gyakorta dühöt tapasztalunk. A pszichopatológiai feltételek, mint például a depresszió is, növeli az esélyét a düh érzésének.

## Kezelés

### Terápiatípusok
A bizonyítékok azt mutatják, hogy a viselkedési és kognitív terápiás technikák segítették az egyéneket, akiknek nehézségeik voltak a dührohamuk kontrollálásában. A szerepjáték és a személyes tanulmány két technika amely segíti az egyéneket a düh uralásában. A szerepjátékot arra használják, hogy felhergeljék az egyént a düh pontjáig, majd megmutatják neki, hogyan képes uralkodni rajta. A multimodális kognitív terápia egy másik kezelési mód, mely segíti az egyéneket hogy, a haraggal megbirkózzanak. Ez a terápia az egyéneknek relaxációs technikát, problémamegoldó képességeket, és válaszkezelő technikákat tanít. Ez a fajta terápia bizonyította működését olyan egyének számára is, akik nagyon stresszes életet élnek, és hajlamosak a dühkitörésekre.

## Pszichológia
A psszichológusok szerint a düh egy olyan viselkedés, amelyet minden személy valamilyen formában megtapasztal. A dühöt gyakran arra használják, hogy rámutasson az ellenséges/érzelmi/reaktív agresszióra (amint az különbözik a ragadozó//hasznos/proaktív agressziótól, mely ezzel ellentétben valamilyen cél elérése érdekében motivált) Ez megmutatja, hogy amikor harag van jelen, ez a fajta agresszió arra motivált, hogy kárt okozzon másoknak, valamint impulzív gondolkodás és tervezés hiánya jellemzi.
A düh a haragból fakad, és emiatt bizonyos esetekben, amikor harag van jelen, a végső lökés kitöréshez vezethet. Sok hatást, ami a haragból fakad csak egy hajszál választ el a dühkitörés kifejezésének állapotától. Sok haragból fakadó viselkedést vizsgáltak már, de a legtöbb tanulmány nem tudja, mi okozza a következő lépcsőfokot, a dühöt, vagy azt hogy miért mennek el bizonyos emberek a legérzelmesebb állapotig. A dühöt egy vészreakciónak tartják, amelyet az ember természeténél fogva birtokol. A dühöt általában akkor fejezik ki, amikor a személy fenyegetve érzi büszkeségét, pozícióját, státuszát vagy méltóságát.
A düh kifejezése nagyon intenzív lehet, és gyakran arckifejezések vagy fizikai támadás fenyegetése (végrehajtása) jellemezhetik. A dühöt olyan egyénekkel kapcsolják össze, akik pszichopatológiai problémákkal küzdenek. Ez fizikai erőszakhoz vezethet, amelynek komoly sérülés vagy halál is lehet az eredménye.
Az önértékelés egy másik tényező a dühkitörés tapasztalatában; a bizonyítékok azt mutatták, hogy olyan egyének, akik alacsony önbizalommal rendelkeznek, úgy kompenzálhatnak, hogy fizikai károkat okoznak másoknak. Némely pszichológus látott már olyan dühöt, amely belső fókuszú volt, és a saját megkárosításra irányult, mintsem hogy arra, hogy másokban okozzon kárt. Úgy hiszik, hogy ez intenzívebbé teszi a düh érzetét, ám az kevésbé koncentrált és tovább tart. Szintén úgy hiszik, hogy ez az önmaga felé irányuló düh egy nárcisztikus válasz az egyén elmúlt sérüléseire. A düh, amely ezekben az esetekben kifejlődött, elmúlt traumák haragjából épült fel
A düh gyakran traumás esemény kapcsán is felszabadulhat. Olyan emberek, akik szemtanúi egy szerettük megölésének, gyakorta "dühbe gurulnak", és megkísérlik megölni az elkövetők. Ez gyakran a legerőszakosabb dühkitörés lehet, amely általában akkor ér véget, amikor a gyilkos vagy a dühös személy maga meg nem hal.

## Fordítás
- Ez a szócikk részben vagy egészben  a   Rage (emotion) című angol Wikipédia-szócikk ezen változatának fordításán alapul.  Az eredeti cikk szerkesztőit annak laptörténete sorolja fel. Ez a jelzés csupán a megfogalmazás eredetét és a szerzői jogokat jelzi, nem szolgál a cikkben szereplő információk forrásmegjelöléseként.